# Platanthera hyperborea
Platanthera hyperborea — вид багаторічних трав'янистих рослин родини орхідні (Orchidaceae).

## Таксономічна примітка
Відносини між Platanthera hyperborea та Platanthera huronensis неясні. Типовий ісландський матеріал відрізняється від P. huronensis. Велика частина матеріалів Гренландії, як видається, цілком зрівнянна з ісландськими рослинами. В обох областях, проте, відбувається значна морфологічна варіація, і деякі рослини, як припускають належать P. huronensis. Чи це зображає появу в цих областях двох таксонів чи морфологічну варіацію в межах P. hyperborea невідомо. Platanthera hyperborea належить до комплексу видів; число і визначення меж видів, насправді, неясні.

## Опис
Рослини 7–35 см. Листків кілька, розкидані по стеблу або кластерні біля основи, іноді в прикореневій розетці, поступово зменшуються до приквіток дистально; листова пластина від еліптично-довгастої до яйцевидно-довгастої або лінійно-ланцетна, 3–14 × 0,4–4 см. Квітки не ефектні, але іноді помітні, жовтуваті або, можливо, білуваті зелені. 2n = 84. Цвітіння: липень–серпень

## Поширення
Європа: Ісландія, Північна Америка: Ґренландія. Середовище зростання: волога тундра, береги струмків. Багато авторів вказують, що вид поширений по територіях Канади й США, але такі популяції більш правильно називати Platanthera aquilonis.

## Галерея

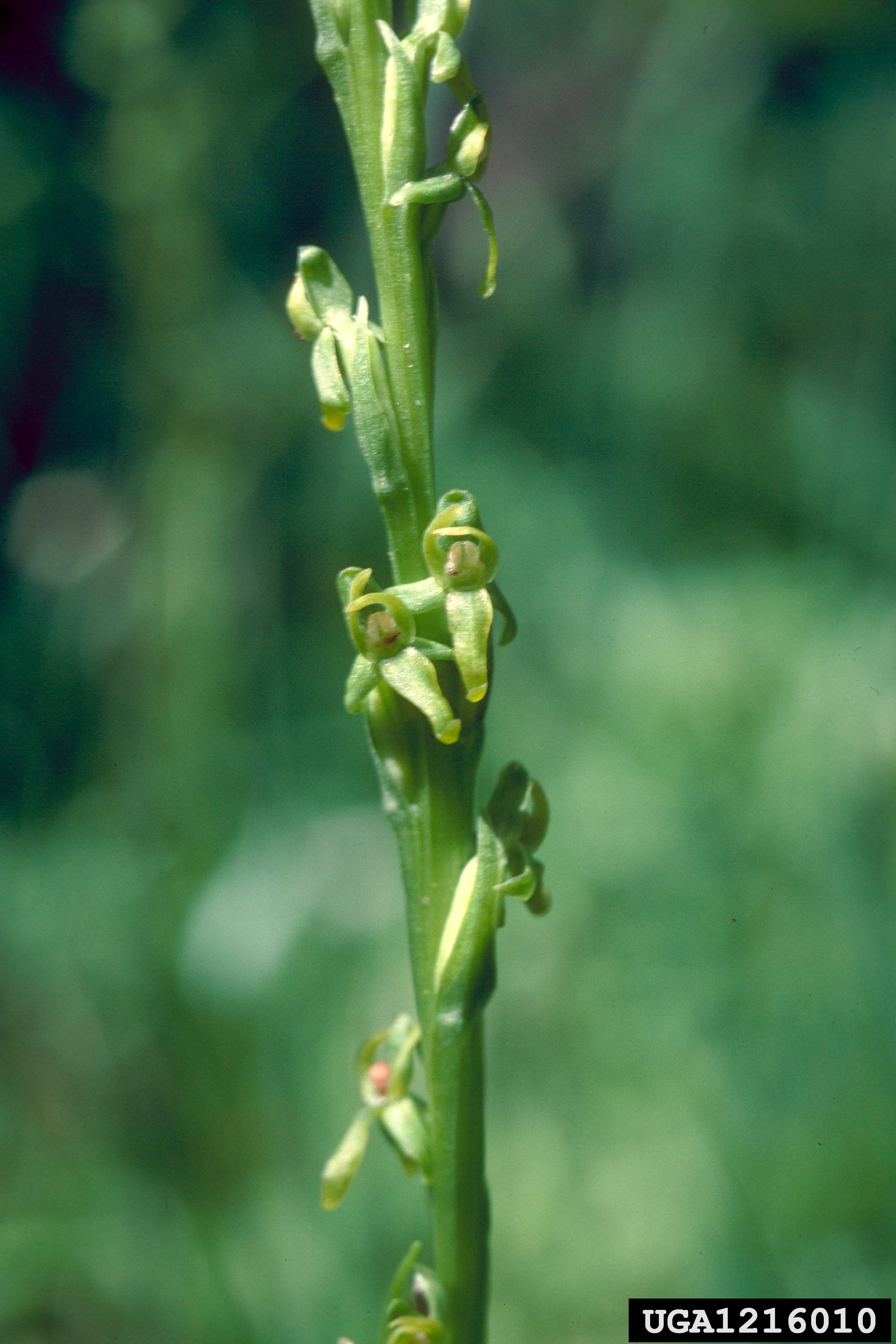
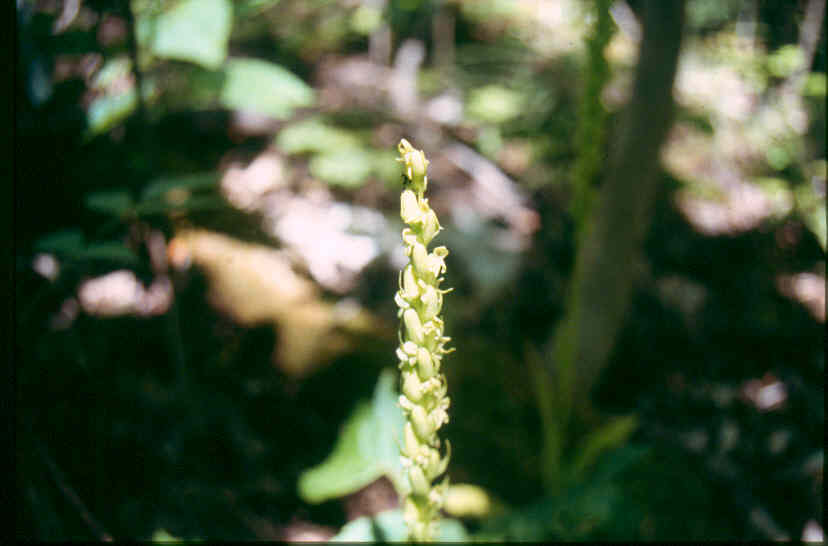
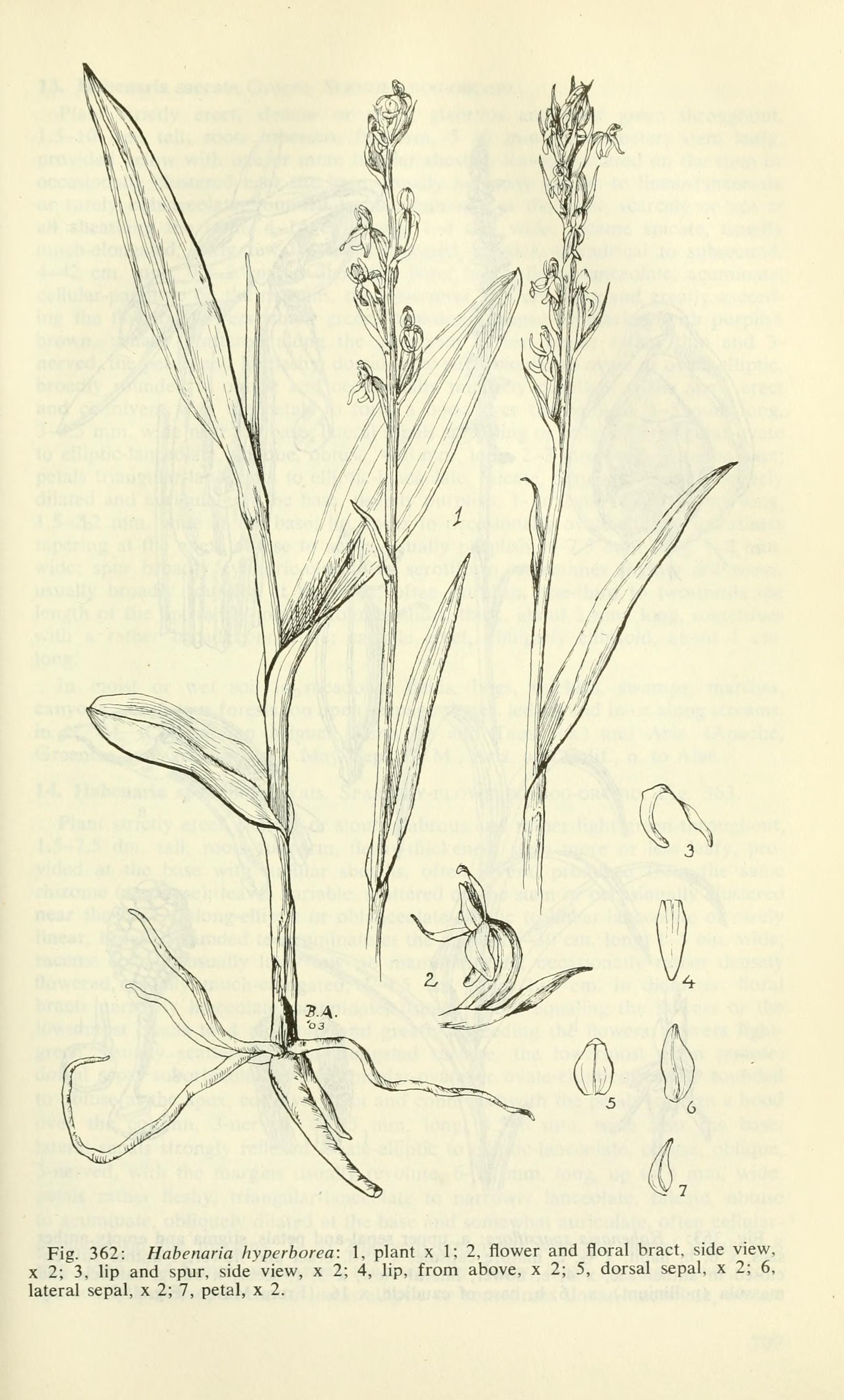